# Калум Хадсон-Одои
Калум Џејмс Хадсон-Одои (енгл. Callum James Hudson-Odoi, 7. новембар 2000) је енглески фудбалер који игра на позицији нападача или крилног играча за фудбалски клуб Бајер Леверкузен на позајмици из Челсија.

## Клупска каријера

### Челси
Хадсон-Одои се придружио Челсију 2007. и дебитовао за омладинкси тим до 18 година у августу 2016. Постигао је 8 голова на 25 утакмица у својој дебитанског сезони, помогавши омладинском тиму до 18 година до њихове осме ФА Куп титуле за омладинце. Након тога, Хадсон-Одои са 16 година је био прекомандован да игра за омладински тим до 23 година и постигао је четири гола у 3 утакмица у ЕФЛ Трофи такмичењу, укључујићи два гола у нерешеном резултату 2-2 против тима у 3. енглеској лиги Плимут Аргајла .
Дана 20. децембра 2017, Хадсон-Одои се први пут појавио у Челсијевој сениорској селекцији у утакмици Лига купа против Борнмута, оставши на клупи у Челсијевој победи од 2-1. 28. јануара 2018, Хадсон-Одои је дебитовао у мечу ФА купа против Њукасл Јунајтеда. Ушао је у игру у 81. минуту, заменивши Педра у победи од 3-0 на домаћем терену. Његов деби у Премијер Лиги је стигао када је ушао у игру у поразу од Борнмута од 3-0 31. јануара.

### Сезона 2018−2019.
Након његове упечатљиве предсезоне, нови тренер Маурицио Сари је изјавио да ће Хадсон-Одои остати са Челсијевим првим тимом за предстојећу сезону. Након тога, Хадсон-Одои је добио дрес са бројем 20. 5. августа 2018, је први пут започео утакмицу за свој клуб током њиховог ФА Комјунити Шилдс пораза од Манчестер Ситија, игравши 59 минута у поразу од 2-0. У утакмици Лиге Европе против ФК ПОАК-а, постигао је његов први гол за сениорски тим, у победи од 4-0 на Стамфорд Бриџу 29. новембра.
Дана 5. јануара 2019, у трећој рунди ФА купа против Нотингем Фореста, је био асистен за оба гола Алваро Морате у победи од 2-0. За време зимског прелазног рока Хадсон-Одои је добио понуду од Бајерн Минхена, где су и Челсијев асистент Ђанфранко Зола и Бајернов спортски директор Хасан Салихамиџић обоје потврдили Бајерново интересовање за овог играча. Тренер Челсија Маурицио Сари је критиковао Бајерново понашање у јавности. 26. јануара 2019, било је објављено да је Хадсон-Одои јавно уложио захтев да напусти клуб. Међутим, сутрадан је био одабран за Челсијев наредни меч, за утакмицу код куће у ФА купу против Шефилд Венздеја. Хадсон-Одои је играо 90 минута, постигавши гол у победи од 3-0. Два дана касније, Сари је потврдио да ће Хадсон-Одои остати у клубу.

## Репрезентативна каријера
Имао је право да игра и за репрезентацију Енглеске и за репрезентацију Гане, Хадсон-Одои је представљао Енглеску у свим омладинским категоријама. Априла 2017, Хадсон-Одои је био изабран у селекцију за УЕФА Европски Шампионат за омладинце до 17 година. Постигао је гол у полуфиналу против Турске. Хадсон-Одои се исто уписао у листу стрелаца и у финалу где је Енглеска изгубила против Шпаније на пенале. Његов учинак га је довео да буде уврштен у листу најбољих играча турнира. Хадсон-Одои је такође био главна фигура током учешћа Енглеске на Светском првенству за младе до 17. година 2017, постигавши један гол на седам наступа и играо је целих 90 минута у победи од 5-2 у финалу против Шпаније.
Марта 2018, Хадсон-Одои је био стрелац за Енглеску младу репрезентацију до 18 година у мечу против Белорусије. Септембра 2018 је постигао гол за омладинску репрезентацију до 19 година против Белгије.

## Лични живот
Хадсон-Одои је млађи брат нападача Бредлија Хадсон-Одоиа који игра у енглеским нижим лигама и син некадашњег везног играча Гане Бизмарка Одоиа.